# آک-چین (روستا)، آریزونا
روستا اک-چین، اریزونا (به انگلیسی: Ak-Chin Village, Arizona) یک منطقهٔ مسکونی در ایالات متحده آمریکا است که در آریزونا واقع شده‌است.

## خصوصیات
روستا اک-چین ۲۷٫۲ کیلومترمربع مساحت و ۶۶۹ نفر جمعیت دارد و ۳۶۷ متر بالاتر از سطح دریا واقع شده‌است.